# Junior Chamber International

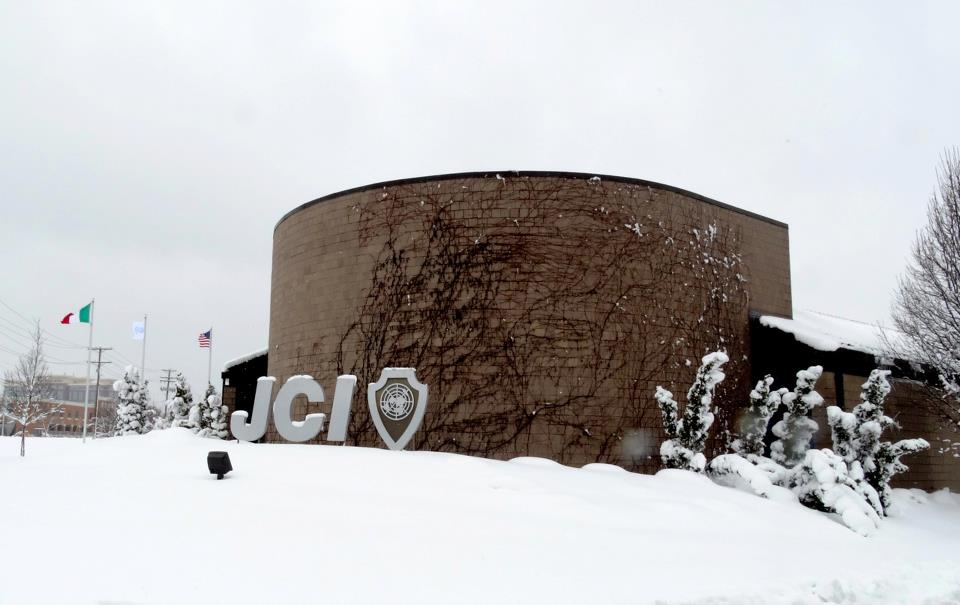
JCI:s världshögkvarter

Junior Chamber International (JCI) är en  internationell organisation för ledare och entreprenörer i åldern 18-40. I Sverige gick föreningen länge under namnet Sveriges Juniorhandelskammare, men går numera under namnet JCI Sweden. Med cirka 200 000 medlemmar i 120 länder är JCI världens största organisation för träning inom bl.a. ledarskap. Föreningen driver en stor mängd lokala projekt i olika länder, ofta inriktade på samhällsengagemang. Årligen arrangeras också en mängd nationella och internationella kongresser, workshops, föreläsningar, seminarier, utbildningar och träningstillfällen. JCI är religiöst och politiskt obunden, och får människor att växa och bli bättre, eller "Be Better" som är utgångspunkten inom JCI.
JCI är en ideell organisation. Det betyder bl.a. att den inte styrs av vinstintressen. Utgångspunkten är istället åtaganden utan ekonomisk vinning, gärna kopplat till ett samhällsengagemang, men också ifrån att allt är möjligt och att man alltid kan bli bättre. Det är med den inställningen JCI har lyckats etablera sig så starkt världen över.

## Vision
JCI Sweden skall vara det främsta gränsöverskridande nätverket med öppna mötesplatser för kreativa människor, där ledarskap och personlig utveckling ger personligt utbyte samt professionell vinning.

## Verksamhetsidé
JCI Sweden skall bidra till det globala samhällets utveckling genom att ge människor möjligheten att utveckla ledarskap, socialt ansvarstagande, entreprenörskap och nätverk med målet att skapa positiv förändring genom att skapa en gränslös värld.

## Verksamhetsområden
- Affärsverksamhet och entreprenörskap
- Samhällsengagemang
- Personlig utveckling
- Internationella relationer
- Framhävande av tanken om världsmedborgaren och globalismen

## Historia
JCI Sweden är anslutet till världsorganisationen Junior Chamber International, JCI.
JCI har med sina dryga 100 spännande år en lång och fin tradition. Historien tar sin början redan 1915 i USA då den unge frimuraren, ledaren och banktjänstemannen Henry Giessenbier – i sin strävan att bli mer engagerad i medborgerliga rättigheter – startade föreningen Young Men's Progressive Civic Association (YMPCA) i St Louis, Missouri, USA.
1918 blev YMPCA tack vare Rotary Sertomas försorg anslutna till handelskammaren i St Louis och de följande 20 åren spred sig nätverket runt om i världen. Den första föreningen utanför USA startade i Canada 1923 och till Europa kom föreningen med England som första land år 1928.
Idag finns inga officiella band till Rotary men de båda organisationerna anordnar från gång till annan aktiviteter tillsammans och dubbelanslutna medlemmar är inte ovanligt.
Den internationella organisationen Junior Chamber International, JCI, skapades i Mexico City 1944 och Raúl Garciá Vidál valdes som världspresident. I Panama City 1946 hölls den första världskongressen. Fram till 1944 gick organisationen under namnet Junior Chamber of Commerce.
Till Sverige kom föreningen 1953 när Sveriges Juniorhandelskammare startades i Stockholm. På 70-talet var Sveriges Juniorhandelskammare en populär förening med att par tusen medlemmar fördelade över landet i olika lokalavdelningar (chapters eller kammare). Under en kort tid deltog t.o.m. Sveriges kronprins Carl Gustaf Bernadotte i föreningens aktiviteter.
Idag finns JCI i 117 länder och har totalt cirka 200 000 medlemmar. De länder med flest medlemmar är USA, Japan och Tyskland. Huvudkontoret ligger i St. Louis; Missouri, USA.